# Новая Салаусь
Но́вая Салау́сь (тат. Яңа Салавыч) — деревня в Балтасинском районе Республики Татарстан, в составе Салаусского сельского поселения.

## Этимология названия
Топоним произошёл от татарского слова «яңа» (новый) и ойконима «Салавыч» (Салаусь).

## География
Деревня находится на реке Шошма, в 10 км к северо-востоку от районного центра, посёлка городского типа Балтаси.

## История
Деревня основана в XVIII веке.
До 1860-х годов жители относились к категории государственных крестьян. Основные занятия жителей в этот период — земледелие и скотоводство.
В «Списке населённых мест по сведениям 1859—1873 годов», изданном в 1876 году, населённый пункт упомянут как казённая деревня Салаусь новая Малмыжского уезда Вятской губернии. Располагалась при реке Шошме, по левую сторону Сибирского почтового тракта, в 30 верстах от уездного города Малмыжа. В деревне, в 65 дворах жили 373 человека (186 мужчин и 187 женщин), была мечеть.
В начале XX века в деревне функционировала мечеть. В этот период земельный надел сельской общины составлял 644,5 десятины.
В 1930 году в деревне организован колхоз.
До 1920 года деревня входила в Янгуловскую волость Малмыжского уезда Вятской губернии. С 1920 года в составе Арского кантона ТАССР. С 10 августа 1930 года в Тюнтерском, со 2 марта 1932 года в Балтасинском, с 1 февраля 1963 года в Арском, с 12 января 1965 года в Балтасинском районах.

## Население
| 1859 | 1884 | 1905 | 1920 | 1926 | 1938 | 1949 | 1958 | 1970 | 1979 | 1989 | 2002 | 2010 | 2015 |
| ---- | ---- | ---- | ---- | ---- | ---- | ---- | ---- | ---- | ---- | ---- | ---- | ---- | ---- |
| 373  | 399  | 463  | 545  | 472  | 494  | 407  | 286  | 302  | 276  | 397  | 222  | 231  | 230  |

Национальный состав деревни: татары.

## Экономика
Жители работают преимущественно в ООО «Татарстан», в основном занимаются полеводством, мясным скотоводством.

## Социальные объекты
В селе действует фельдшерско-акушерский пункт.

## Религиозные объекты
Мечеть (с 2017 года).